# Marele Premiu al Suediei
Marele Premiu al Suediei (în suedeză Sveriges Grand Prix) a fost o etapă a Campionatului Mondial de Formula 1 din 1973 până în 1978. A avut loc pe Scandinavian Raceway din Anderstorp (Comuna Gislaved), la aproximativ 65 de kilometri de Jönköping, în Småland, Suedia. Prima cursă care a purtat titlul de Mare Premiu în Suedia a fost Marele Premiu de Iarnă al Suediei, o cursă pe gheață similară cu cursele organizate în Estonia, Finlanda și Norvegia. Primul Mare Premiu suedez de vară a avut loc în 1933, dar nu a mai avut loc până în 1949.
Primele curse cu titlul de Marele Premiu al Suediei au fost trei curse de mașini sport desfășurate la Råbelövsbanan începând din 1955. O cursă de Formula 2 desfășurată în 1967 a purtat, de asemenea, acest titlu.

## Istoric

### Origini
Deși cursele auto din Suedia aveau o istorie îndelungată, abia în 1931 o cursă a fost intitulată pentru prima dată Mare Premiu. Primul Mare Premiu de iarnă al Suediei s-a desfășurat pe un circuit mamut de 46 de kilometri lângă lacul Rämen, la aproximativ 2 ore la nord-vest de Stockholm, pe zăpadă și pe un frig năprasnic, cu un timp pe tur de aproximativ 35 de minute. În 1933, primul Mare Premiu de vară al Suediei s-a desfășurat pe un alt circuit imens de 30 de kilometri, format din drumuri publice, la Norra Vram, nu departe de Malmö, o cursă care poate fi mai bine comparată cu Marile Premii moderne. În turul de deschidere a avut loc un carambol cu mai multe mașini, în urma căruia mai mulți piloți au fost răniți, doi dintre ei grav, iar un mecanic a decedat. Una dintre mașinile accidentate a declanșat un incendiu în urma căruia o casă din apropiere a ars până la temelii. Cursa a continuat în timp ce serviciile de urgență au intervenit la fața locului, iar cursa a fost câștigată în cele din urmă de Antonio Brivio la volanul unei Alfa Romeo (pentru Scuderia Ferrari). Evenimentul nu a mai continuat după aceea.

### Kristianstad

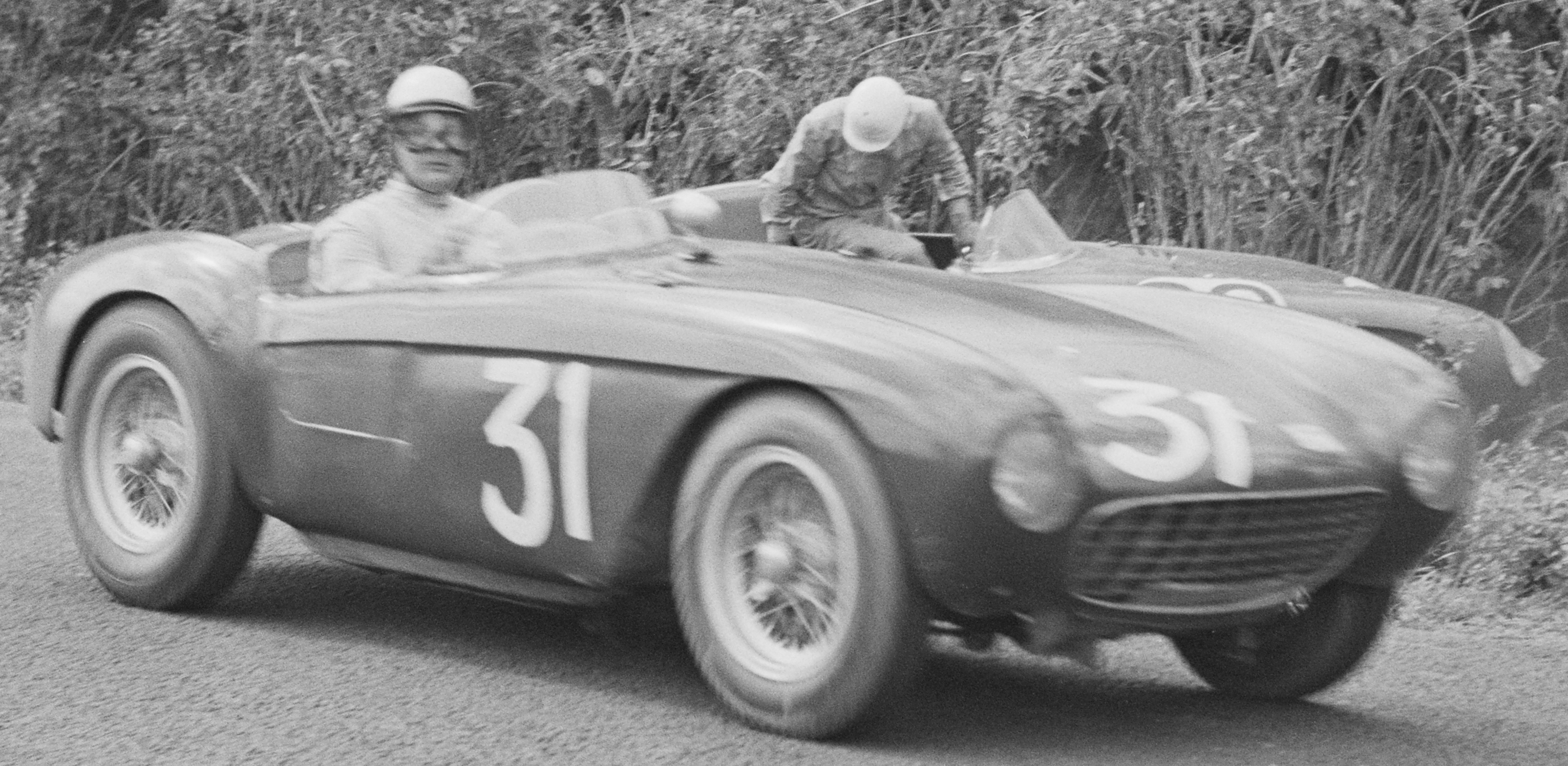
Un Ferrari 500 Mondial condus de Valdemar Stener în Marele Premiu al Suediei din 1955

Primul Mare Premiu postbelic (un eveniment dedicat mașinilor sport) a avut loc în august 1955, la doar câteva luni după tragedia de la Le Mans. 75.000 de spectatori au înconjurat circuitul Råbelövsbanan, lung de 6,5 km, situat în apropiere de Kristianstad. A fost debutul modelului Mercedes 300SLR (înscris pentru Juan Manuel Fangio și Stirling Moss). Printre ceilalți participanți s-au numărat Peter Collins și Roy Salvadori (cu Aston Martin DB3S), Eugenio Castellotti (singurul Ferrari 735 LM de uzină) și Maserati 300S de uzină al lui Jean Behra.
În mod neobișnuit, cursa a folosit un start de tip Le Mans. S-a dovedit a fi un eveniment plictisitor, cu Moss conducând cursa în primul tur, în timp ce Fangio a preluat comanda în turul doi și a păstrat conducerea în următoarele 31 de tururi până la steagul în carouri. Doar Fangio, Moss, Castellotti (care a sosit al treilea) și Behra au terminat.
După ce pista a fost reasfaltată și lărgită, ca urmare a faptului că a fost desemnată ca eveniment în calendarul Campionatului Mondial de Automobilism Sportiv, în 1956, a avut loc un alt eveniment. Acesta a atras un număr mai mare de participanți, inclusiv echipele de uzină Ferrari și Maserati, precum și Ecurie Ecosse, câștigătoare la Le Mans, și a durat 153 de tururi. Collins a preluat conducerea la începutul cursei cu Ferrari 290 MM, fiind urmărit de Moss într-un 300S și de Mike Hawthorn într-un Ferrari 860 Monza. La prima oprire la boxe, Moss a ieșit primul. Behra (care împărțea 300S-ul cu Moss) a avut probleme la frâne, iar Olivier Gen debien (în Ferrari-ul lui Collins) a suferit o scurgere de ulei. Uleiul a dus la un accident în care au fost implicați coechipierii lui Gendebien, Collins (care l-a înlocuit pe Wolfgang von Trips) și Phil Hill (în mașina pornită de Maurice Trintignant). Moss a preluat Maserati-ul lui Luigi Villoresi și Harry Schell, numai că și acesta a avut probleme cu frânele. Mașina pornită de Moss a luat foc după o debandadă la boxe. Motorul lui Castellotti a explodat în timp ce acesta se afla fruntea cursei, oferind victoria mașinii 250MM codnusă de Trintignant și Hill.
Ultimul Mare Premiu de mașini sport la Råbelövsbanan a avut loc în 1957, fiind o cursă de șase ore din Campionatul Mondial de Mașini Sport. Aceasta a fost dominată de Maserati 450S împărțit de Moss și Behra, în fața Ferrari-ului 335 S al lui Hill și Collins. În plus, Moss a condus și Ferrari-ul 300S al lui Jo Bonnier/Giorgio Scarlatti/Harry Schell, care a ocupat locul 3. Hawthorne și Luigi Musso au ocupat locul 4 cu un 335 S.

### Karlskoga
În 1967, numele de Marele Premiu al Suediei a fost dat pentru Kanonloppet din acel an de la Karlskoga. S-a desfășurat după regulile Formulei 2 și a fost câștigată de Jackie Stewart.

### Anderstorp
Succesul lui Ronnie Peterson cu echipa Lotus a făcut populară Formula 1 în Suedia, iar Mare Premiu al Suediei a făcut parte pentru prima oară din calendarul Campionatului Mondial de Formula 1 în 1973, pe grandiosul Scandinavian Raceway, la aproximativ două ore la est de Göteborg, în sudul Suediei - acest circuit, la fel ca Watkins Glen din estul Statelor Unite, era foarte izolat, iar oamenii fie campau, fie stăteau în casele localnicilor, care erau puține și rare în cel mai apropiat oraș, Anderstorp, un oraș cu o populație de mai puțin de 5.000 de locuitori; orașul Gislaved, mai mare, nu oferea mai multe locuri de cazare. Peterson nu și-a dezamăgit fanii în calificări, obținând pole-position-ul la volanul Lotus-ului său. Timp de 70 de tururi s-a părut că va fi o dublă pentru echipa Lotus, Peterson fiind primul și campionul mondial Emerson Fittipaldi al doilea. Cu toate acestea, dezastrul s-a produs atunci când Fittipaldi a abandonat din cauza unei defecțiuni la cutia de viteze. Între timp, Denny Hulme s-a apropiat rapid de lider, Peterson având probleme majore cu uzura pneurilor, luptându-se pentru a rămâne pe pistă. În penultimul tur, al 79-lea, Hulme a reușit să îl depășească pe eroul local și să îi smulgă victoria, decizia neozeelandezului de a folosi pneuri mai dure pe McLaren-Cosworth-ul său fiind răsplătită. Peterson a terminat pe locul al doilea. Acesta a fost cel mai aproape ca un suedez să câștige pe teren propriu. În timpul sezonului 1973, Cosworth DFV a propulsat învingătorul în fiecare dintre cele 15 curse ale sezonului, o performanță care nu s-a mai repetat niciodată.
În 1974, Marele Premiu al Suediei a fost dominat în totalitate de cele două mașini Tyrrell-Cosworth ale lui Jody Scheckter și Patrick Depailler. Francezul a fost cel care a obținut pole position-ul, însă Scheckter l-a învins cu 0,380 secunde în cursă. Aceasta a fost prima victorie a sud-africanului în Formula 1.
În 1975, al doilea an al austriacului Niki Lauda la Ferrari, echipa i-a pus la dispoziție mașina 312T - o mașină care era net superioară din punct de vedere tehnic față de oricare dintre concurenți. În acel an a câștigat primul său titlu mondial, cu 5 victorii și o marjă uriașă față de locul doi în campionat. La Anderstorp a obținut a treia victorie consecutivă a sezonului, după Marile Premii de la Monaco și Belgia. Calificările s-au soldat cu pole position pentru Vittorio Brambilla, Lauda s-a calificat al cincilea cel mai rapid, iar coechipierul său Clay Regazzoni al 11-lea. În cursă, Brambilla a preluat conducerea, dar în turul 16 a fost depășit de Brabham-ul lui Carlos Reutemann. Între timp, Lauda a progresat constant pe traseu și în turul 42 era al doilea. A reușit o serie de tururi rapide, s-a apropiat de Reutemann și l-a depășit, câștigând Marele Premiu cu 6 secunde avans. Reutemann a terminat pe locul doi, iar Regazzoni, la volanul celui de-al doilea Ferrari 312T, pe locul trei.
În 1976, la Marele Premiu al Suediei a avut loc prima (și singura) victorie a unei mașini cu 6 roți - Tyrrell P34. Teoria era că cele patru roți mici din față ar crește aderența mecanică a părții frontale - cu mai mult cauciuc pe șosea - și astfel ar elimina subvirarea, îmbunătățind în același timp viteza în viraje și frânarea. Când a fost dezvăluită, a fost surpriza instantanee a sezonului 1976. Jody Scheckter de la Tyrrell a obținut pole position, iar Patrick Depailler s-a calificat pe locul patru. În cursă, Tyrrell s-a impus imperios și a realizat un zdrobitor 1-2. Sud-africanul, întrebat ulterior, a mărturisit că i se părea ridicol conceptul celor șase roți la început. Cu toate acestea, victoria din Suedia s-a dovedit a fi o întâmplare, iar P34 nu a mai câștigat niciodată o cursă.
La Anderstorp, Jacques Laffite, cu mașina Ligier-Matra, a realizat o demonstrație impresionantă și s-a impus categoric în Marele Premiu al Suediei din 1977. Franța a fost repusă pe hartă: a fost pentru prima dată când o mașină franceză cu un motor francez, susținută de o companie franceză și condusă de un pilot francez a câștigat un Mare Premiu.

#### Cursa din 1978 și „mașina cu ventilator” Brabham

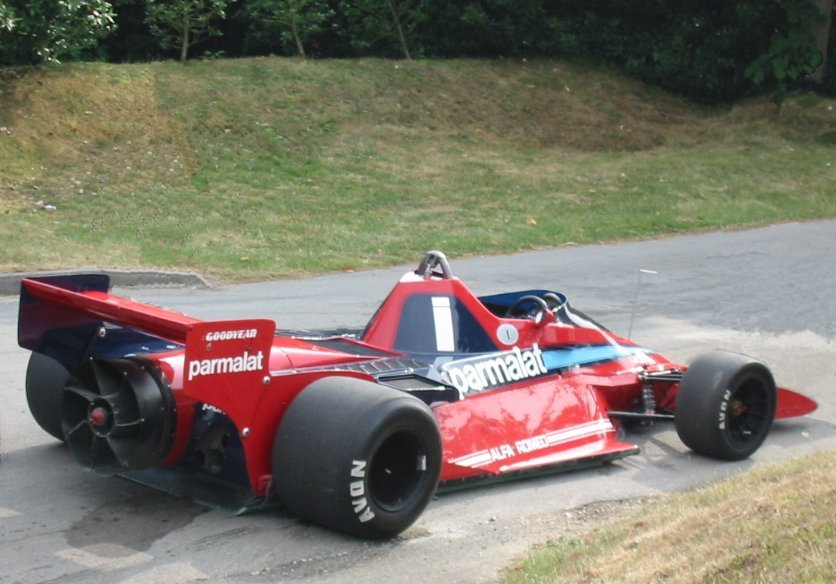
Brabham BT46B

La ediția din 1978 a avut loc singura apariție în Formula 1 a modelului Brabham BT46B. Proiectată de Gordon Murray, care încerca să eclipseze invenția lui Colin Chapman privind efectul de sol de pe Lotus 79, mașina era prevăzută cu un ventilator mare care aspira aer de sub partea inferioară a mașinii pentru a crea o forță de apăsare suplimentară. Legalitatea sa a fost rapid contestată, dar a fost permisă să concureze, Niki Lauda și John Watson calificându-se pe locurile 2 și 3, în spatele lui Mario Andretti. Andretti a abandonat în cele din urmă din cauza unei supape sparte, permițându-i lui Lauda să preia conducerea. După ce un pilot întârziat a scăpat ulei pe pistă, Brabham-ul a intrat într-o cursă proprie, părând să nu fie afectat de suprafața alunecoasă. Lauda a câștigat cu 34,6 secunde peste locul doi. Ulterior, „mașina cu ventilator” a fost retrasă voluntar de Brabham și nu a mai concurat niciodată. Cu toate acestea, mașina fusese considerată legală, ceea ce a permis ca victoria să rămână.
După 1978 nu a mai avut loc niciun Mare Premiu al Suediei. Moartea lui Ronnie Peterson și a lui Gunnar Nilsson în acel an a contribuit la dispariția acestei etape a campionatului mondial, iar interesul pentru Formula 1 în Suedia a scăzut ca urmare. Cursa a fost programată pentru sezonul 1979, dar a fost anulată înainte de a se desfășura, din cauza lipsei de sponsorizări locale.

## Edițiile Marelui Premiu al Suediei (Formula 1)
Sunt incluse doar edițiile ce au făcut parte din calendarul Campionatului Mondial de Formula 1. Toate edițiile au avut loc pe Scandinavian Raceway.
| An     | Pole position      | Cel mai rapid tur | Pilotul câștigător | Constructorul câștigător |
| ------ | ------------------ | ----------------- | ------------------ | ------------------------ |
| 1973   | Ronnie Peterson    | Denny Hulme       | Denny Hulme        | McLaren-Ford             |
| 1974   | Patrick Depailler  | Patrick Depailler | Jody Scheckter     | Tyrrell-Ford             |
| 1975   | Vittorio Brambilla | Niki Lauda        | Niki Lauda         | Ferrari                  |
| 1976   | Jody Scheckter     | Mario Andretti    | Jody Scheckter     | Tyrrell-Ford             |
| 1977   | Mario Andretti     | Mario Andretti    | Jacques Laffite    | Ligier-Matra             |
| 1978   | Mario Andretti     | Niki Lauda        | Niki Lauda         | Brabham-Alfa Romeo       |
| Surse: |                    |                   |                    |                          |

### Statistici

#### Multipli câștigători
| Victorii | Pilot          | Ani        |
| -------- | -------------- | ---------- |
| 2        | Jody Scheckter | 1974, 1976 |
| 2        | Niki Lauda     | 1975, 1978 |

| Victorii | Constructor | Ani        |
| -------- | ----------- | ---------- |
| 2        | Tyrrell     | 1974, 1976 |

#### Multipli deținători depole position
| Pole-uri | Pilot          | Ani        |
| -------- | -------------- | ---------- |
| 2        | Mario Andretti | 1977, 1978 |

#### Multipli deținători de cel mai rapid tur
| CMRT | Pilot          | Ani        |
| ---- | -------------- | ---------- |
| 2    | Mario Andretti | 1976, 1977 |
| 2    | Niki Lauda     | 1975, 1978 |

## Câștigătorii Marelui Premiu al Suediei (Non-Formula 1)

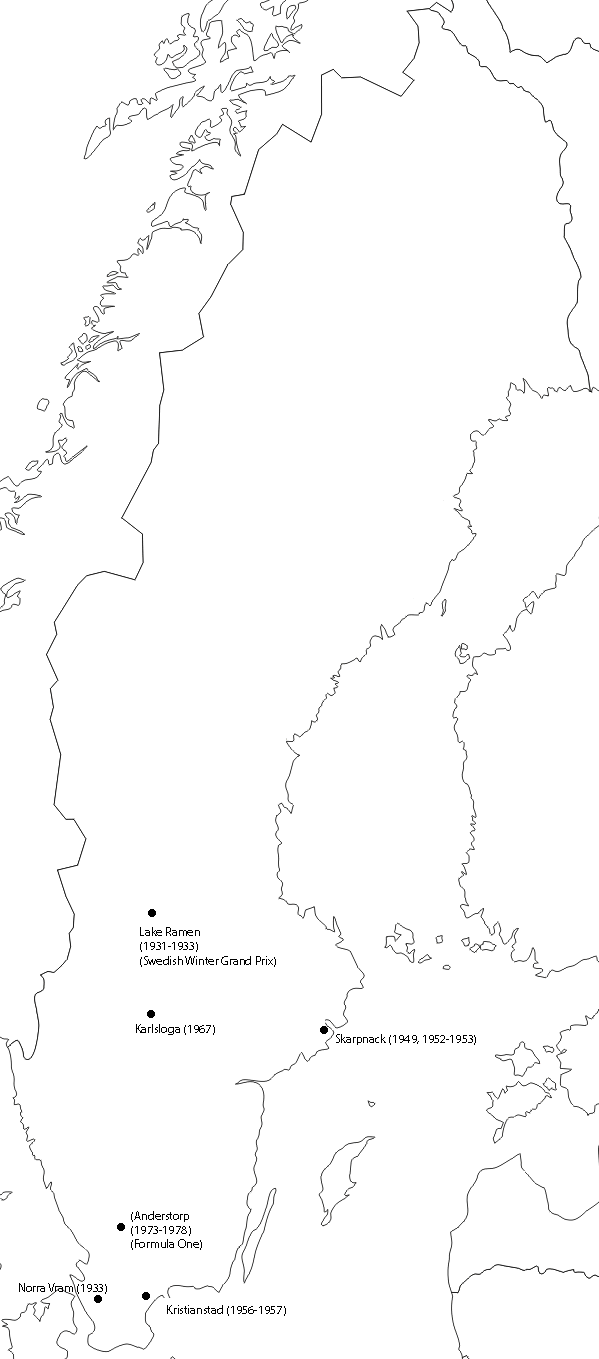
Harta cu toate locațiile de desfășurare a Marelui Premiu al Suediei

Câștigătorii edițiilor care nu au făcut parte din Campionatul Mondial de Formula 1.
| An          | Pilot                         | Echipă            | Locație           |                   |
| ----------- | ----------------------------- | ----------------- | ----------------- | ----------------- |
| 1933        | Antonio Brivio                | Alfa Romeo        | Norra Vram        |                   |
| 1934 – 1948 | Nu s-a desfășurat             | Nu s-a desfășurat | Nu s-a desfășurat | Nu s-a desfășurat |
| 1949        | B. Bira                       | Maserati          | Skarpnäck         |                   |
| 1950 – 1954 | Nu s-a desfășurat             | Nu s-a desfășurat | Nu s-a desfășurat | Nu s-a desfășurat |
| 1955        | Juan Manuel Fangio            | Mercedes-Benz     | Råbelövsbanan     |                   |
| 1956        | Phil Hill Maurice Trintignant | Ferrari           | Råbelövsbanan     |                   |
| 1957        | Jean Behra Stirling Moss      | Maserati          | Råbelövsbanan     |                   |
| 1958 – 1966 | Nu s-a desfășurat             | Nu s-a desfășurat | Nu s-a desfășurat | Nu s-a desfășurat |
| 1967        | Jackie Stewart                | Matra-Cosworth    | Karlskoga         |                   |